# Fontenoy-le-Château (Fontenoy-le-Château)
Fontenoy-le-Château ist eine Ortschaft und ehemalige Gemeinde mit 614 Einwohnern (Stand: 1. Januar 2011) im französischen Département Vosges in der Region Grand Est. Sie gehörte zum Arrondissement Épinal. Die Bewohner werden Fontenaicastriens und Fontenaicastriennes genannt.
Der Erlass des Präfekten vom 26. Dezember 2012 legte mit Wirkung zum 1. Januar 2013 die Eingliederung von Fontenoy-le-Château zusammen mit der früheren Gemeinde Le Magny  zur gleichnamigen Commune nouvelle Fontenoy-le-Château fest. Der Gemeinderat hat sich in seiner Sitzung am 7. Januar 2013 ausdrücklich gegen die Einrichtung von Communes déléguées ausgesprochen.
Durch die Lage am Canal des Vosges, die alte Bausubstanz, Kopfsteinpflasterstraßen und eine Burgruine ist der Ort heute ein Touristenmagnet.

## Geografie
Fontenoy-le-Château befindet sich auf einer Höhe von 250 bis 280 m über dem Meeresspiegel, sechs Kilometer südwestlich von Bains-les-Bains im äußersten Süden Lothringens an der Grenze zur Region Bourgogne-Franche-Comté, großräumiger gesehen in der Mitte des Dreiecks Vittel-Épinal-Vesoul.
Die Fläche des 34,60 km² großen Ortsgebiets umfasst einen Abschnitt des Plateaus Vôge östlich des oberen Saônetals. Der Saône-Zufluss Côney teilt das Ortsareal in eine Nord- und eine Südhälfte und bildet auf 3,5 Kilometern Länge die nordöstliche Grenze zur Gemeinde La Vôge-les-Bains. Die Alluvialniederung des Côney liegt durchschnittlich auf 250 m und weist eine Breite von maximal 300 Metern auf. Fontenoy-le-Château ist die einzige Gemeinde, deren geschlossene Bebauung beiderseits des Côney und des parallel verlaufenden Canal des Vosges liegt.

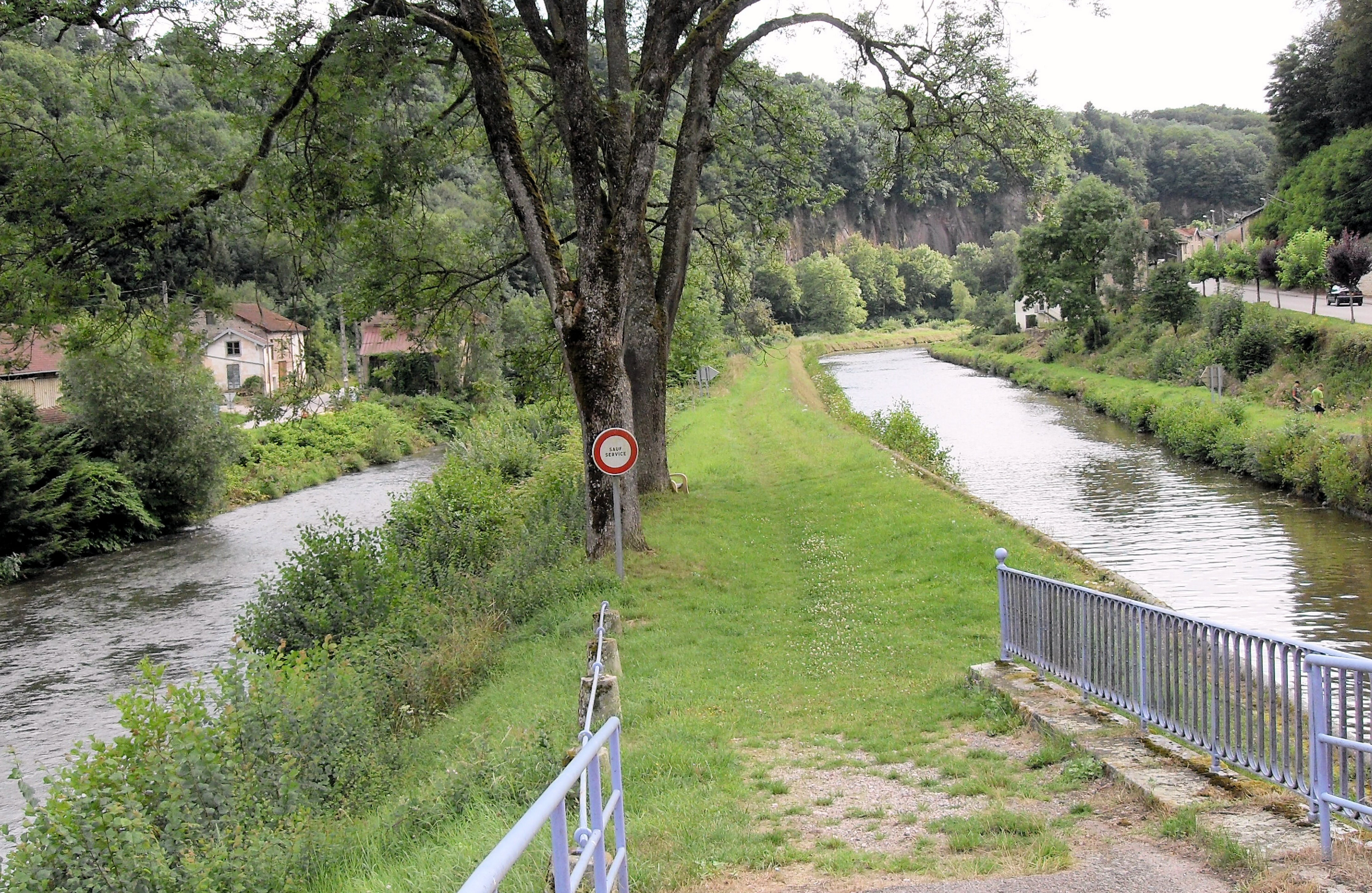
Links der Côney, rechts der Canal des Vosges

Vom Flusstal des Côney erstreckt sich das Gemeindeareal nordwärts über einen Steilhang auf ein landwirtschaftlich genutztes Plateau, das eine Höhe von 300 m erreicht. Weiter nordwestlich erhebt sich die markante Geländestufe der Coupes Mouray auf Höhen bis 460 m. Diese Höhen im Nordwesten der Gemeinde sind bewaldet (Bois de Montroche). Aus Norden kommend, fließen dem Côney die Bäche Ruisseau de Quicorne und Ruisseau de Gruey zu, aus Süden der Ruisseau de Falvinfoing und der Ruisseau des Arsondieux. Das südlich des Côneytals gelegene Gelände steigt allmählich bis zu 410 m Meereshöhe an. Nahe dem Ortsteil Les Grosses Granges befinden sich die beiden aufgestauten Weiher Etang des Arsondieux und Etang des Breuillots. Es handelt sich dabei um zwei größere der insgesamt 30 Teiche im Gemeindegebiet. An den südöstlichen und südwestlichen Grenzen der Gemeinde dominieren Waldgebiete, die zu den Forsten Bois Saint-Georges, Le Grand Bois und Bois du Lyaumont gehören.
Zu Fontenoy-le-Château gehören die Dörfer und Weiler La Vierge, Les Baraques, Les Grosses Granges und Les Molières.
Umgeben wird Fontenoy-le-Château von den 12 Nachbargemeinden und dem Ortsteil Le Magny:
|                                           | Gruey-lès-Surance                                                                                | La Vôge-les-Bains                                              |
| Montmotier Ambiévillers (Haute-Saône)     | Kompassrose, die auf Nachbargemeinden zeigt                                                      | Trémonzey                                                      |
| Fontenois-la-Ville (Haute-Saône) Le Magny | Cuve (Haute-Saône) Dampvalley-Saint-Pancras (Haute-Saône) Betoncourt-Saint-Pancras (Haute-Saône) | Aillevillers-et-Lyaumont (Haute-Saône) Bouligney (Haute-Saône) |

## Geschichte

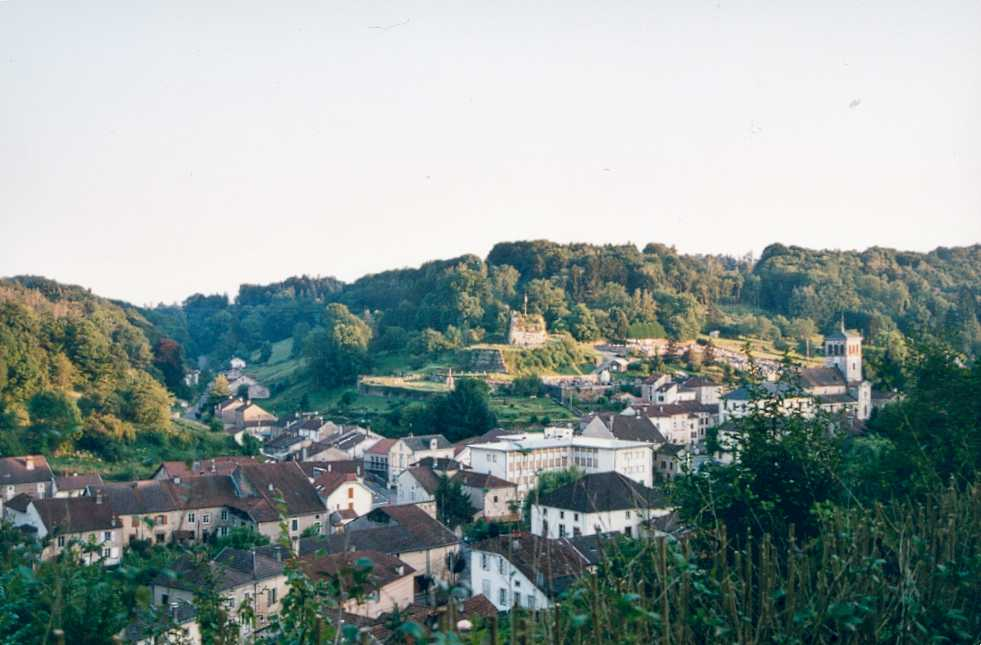
Blick auf Fontenoy und die Burgruine

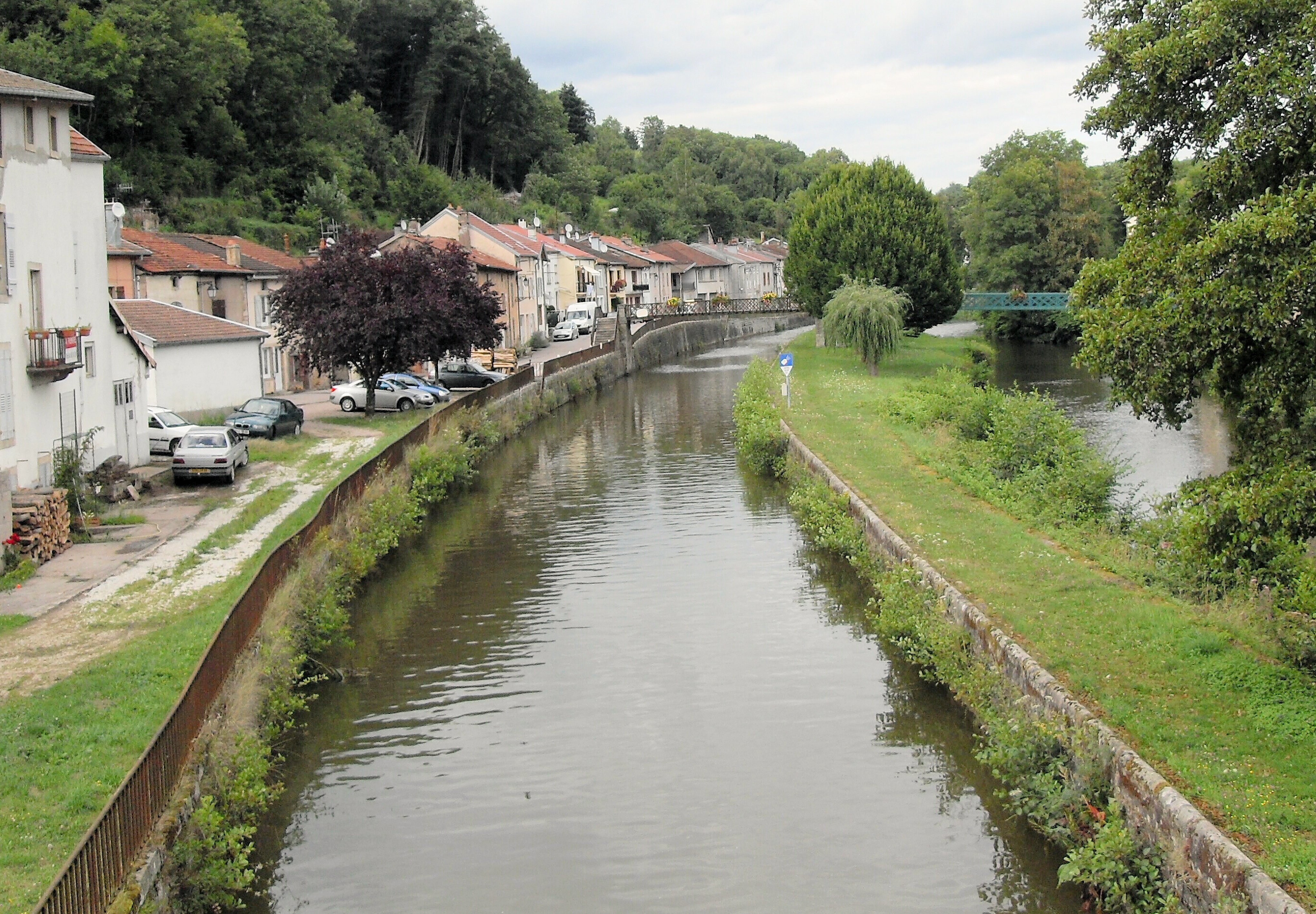
Der Canal des Vosges in Fontenoy-le-Château

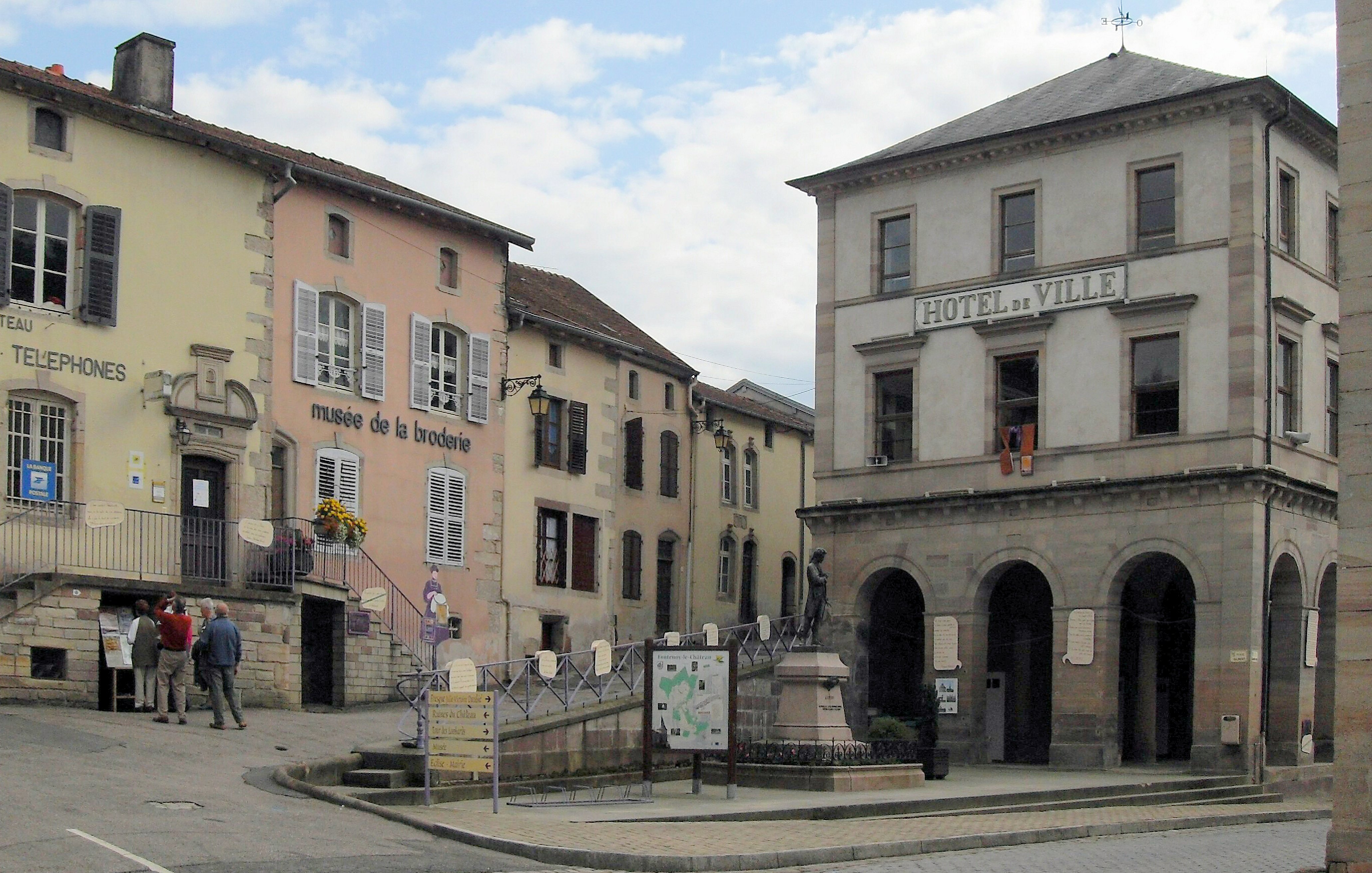
Rathaus (Hôtel de ville) mit der Statue des Dichters Nicolas-Joseph-Laurent Gilbert, links das Stickereimuseum (musée de la broderie)

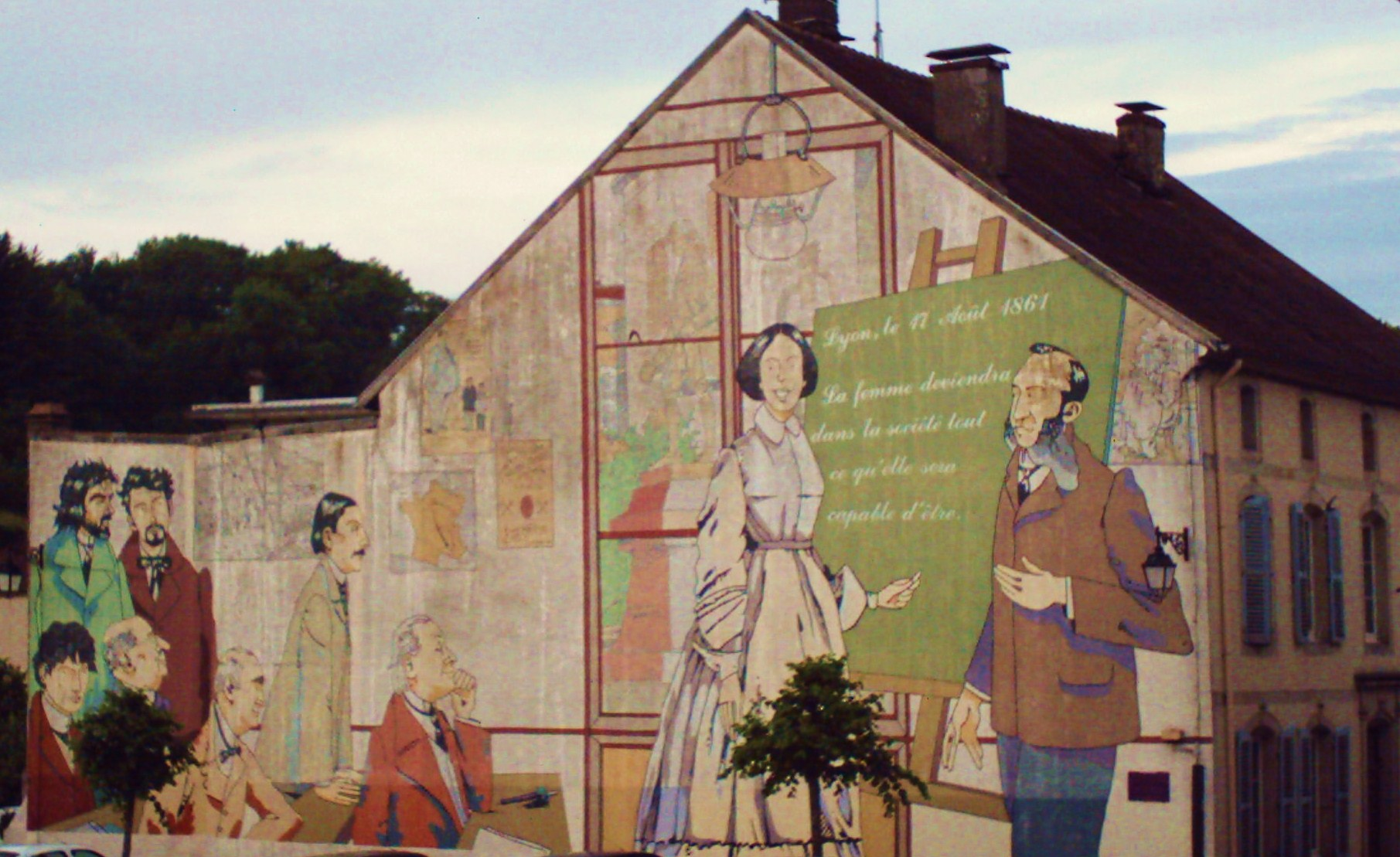
Bild der ersten französischen Abiturientin Julie-Victoire Daubié an einer Häuserwand

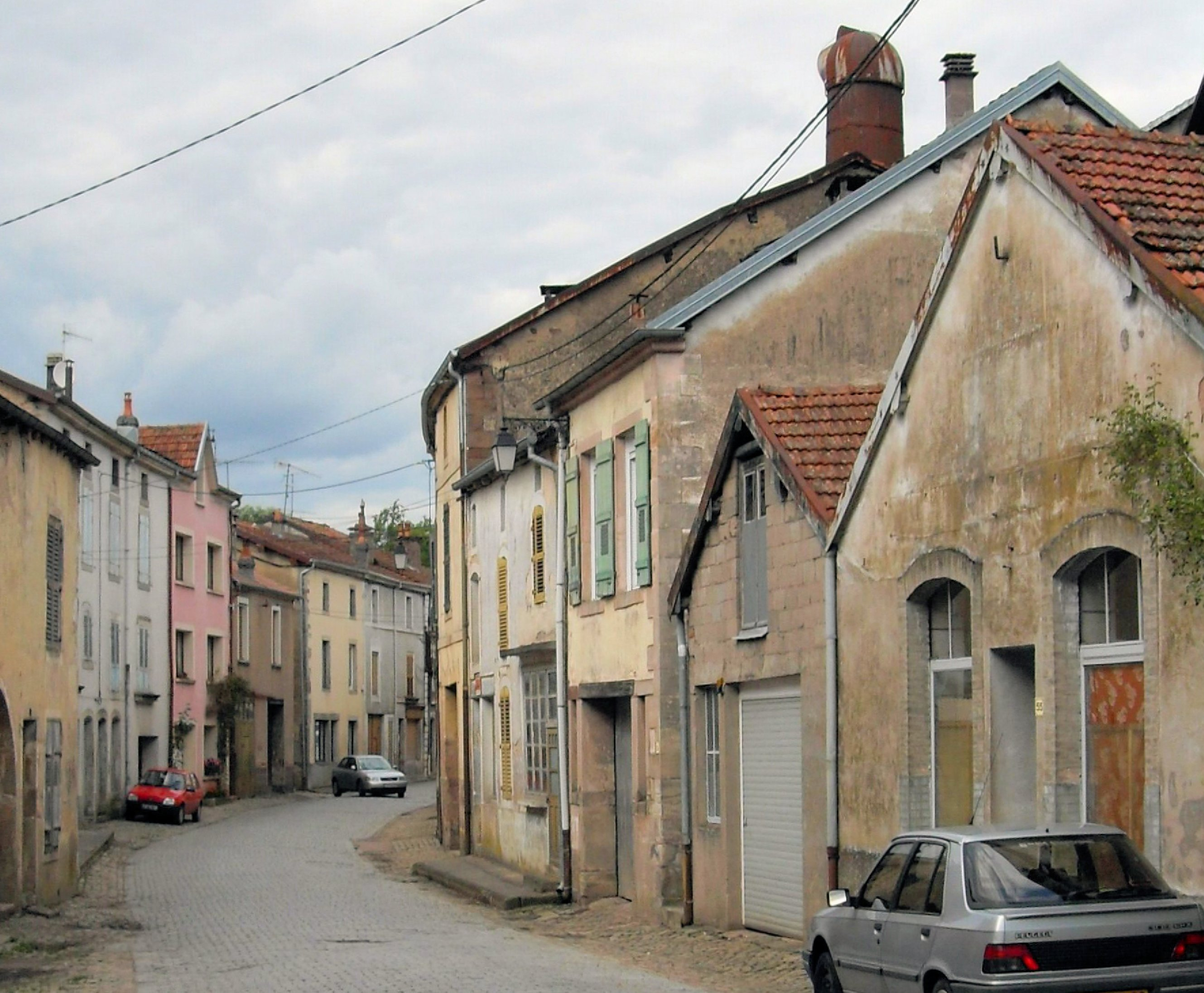
Eng aneinander gereihte Häuser an der Hauptstraße (Grande rue)

Im Jahr 1050 wurde eine Burg zur Überwachung des Côney-Überganges von Bischof Bruno von Toul errichtet. Um die Burg entstanden die Orte Fontenoy-le-Chastel am linken und Fontenoy-la-Coste am rechten Côneyufer, die später zusammenwuchsen. Fontenoy war der südlichste lothringische Vorposten an der Grenze zu Burgund. 1360 kam der Ort an eine burgundische Adelsfamilie. Das Gebiet um Fontenoy, das man terres surséance nannte, war über Jahrhunderte zwischen der Grafschaft Burgund und dem Herzogtum Lothringen umstritten. Von 1508 an gab es mehrere Verträge zur Zugehörigkeit des Landstrichs. Erst mit dem Vertrag von Besançon zwischen Ludwig XIV. und Herzog Leopold von Lothringen, unterzeichnet am 25. August 1704, wurde die Grenze endgültig festgelegt. Fontenoy kam mit einigen weiteren Dörfern endgültig nach Lothringen. Von 1704 bis zur Neugliederung Frankreichs zu Beginn der Französischen Revolution, gehörte Fontenoy zur Vogtei Remiremont in Lothringen, kirchlich aber weiterhin bis zum Jahr 2000 zur Pfarrei Fontenois-la-Ville im Erzbistum Besançon (Franche-Comté).
Die Kirche wurde in der zweiten Hälfte des 15. Jahrhunderts umgebaut. Sie ist dem Heiligen Mansuy (Mansuetus) geweiht, der von 338 bis 375 erster Bischof von Toul war.
Ab dem 16. Jahrhundert kam es in Fontenoy zu einer wirtschaftlichen Blütezeit. Im Ort befand sich ein bedeutendes Zentrum für die Produktion von Flachglas und Spiegeln. Über die niedrige Rhein-Rhône-Wasserscheide verlief ein bedeutender Handelsweg durch Fontenoy, sodass viele Einwohner ihren Lebensunterhalt als Fuhrleute verdienten, die das Glas nach Antwerpen, Brügge, Frankfurt, Genf, Basel, Florenz, Venedig und Lyon brachten. Im 17. Jahrhundert kam die Herstellung von Schnaps dazu, der aus Kirschen gebrannt wurde und weit über die Grenzen der Region vertrieben wurde. Auch zahlreiche Nagelschmieden in Fontenoy und Umgebung (Nagel- und Drahtherstellung) brachten einen gewissen Wohlstand. Bis zur Zeit vor der Französischen Revolution gab es auf den Märkten im Ort eigene Maße und Gewichte (mesure de Fontenoy).
Während des Dreißigjährigen Krieges wurde die Burg zerstört, Fontenoy wurde verwüstet. Der Krieg und einhergehende Seuchen brachten einen wirtschaftlichen Niedergang mit sich. Das 1685 folgende Edikt von Fontainebleau vertrieb zudem viele Händler aus Fontenoy, weil sie Protestanten waren. In der Mitte des 19. Jahrhunderts erholte sich die wirtschaftliche Lage der Gemeinde langsam. Grundlage dafür war die Stickerei, die 1873 ihren Höhepunkt erreichte, als 500 Einwohner Fontenoys in Stickereibetrieben beschäftigt waren.
Auch die Schaffung eines kleinen Hafens am 1884 fertiggestellten Canal des Vosges, der mitten durch Fontenoy verläuft, brachte weiteren wirtschaftlichen Aufschwung.
Die letzte Stickerei wurde 1976 geschlossen. An die lange Tradition erinnert das 1978 eingeweihte Stickereimuseum.

### Bevölkerungsentwicklung
| Jahr                       | 1962 | 1968 | 1975 | 1982 | 1990 | 1999 | 2006 | 2011 |
| -------------------------- | ---- | ---- | ---- | ---- | ---- | ---- | ---- | ---- |
| Einwohner                  | 920  | 979  | 863  | 785  | 729  | 666  | 694  | 614  |
| Quellen: Cassini und INSEE |      |      |      |      |      |      |      |      |

Im Jahr 1866 wurde mit 2560 Bewohnern die höchste Einwohnerzahl ermittelt.

## Sehenswürdigkeiten

Kapelle Bois Banny im Ortsteil La Vierge
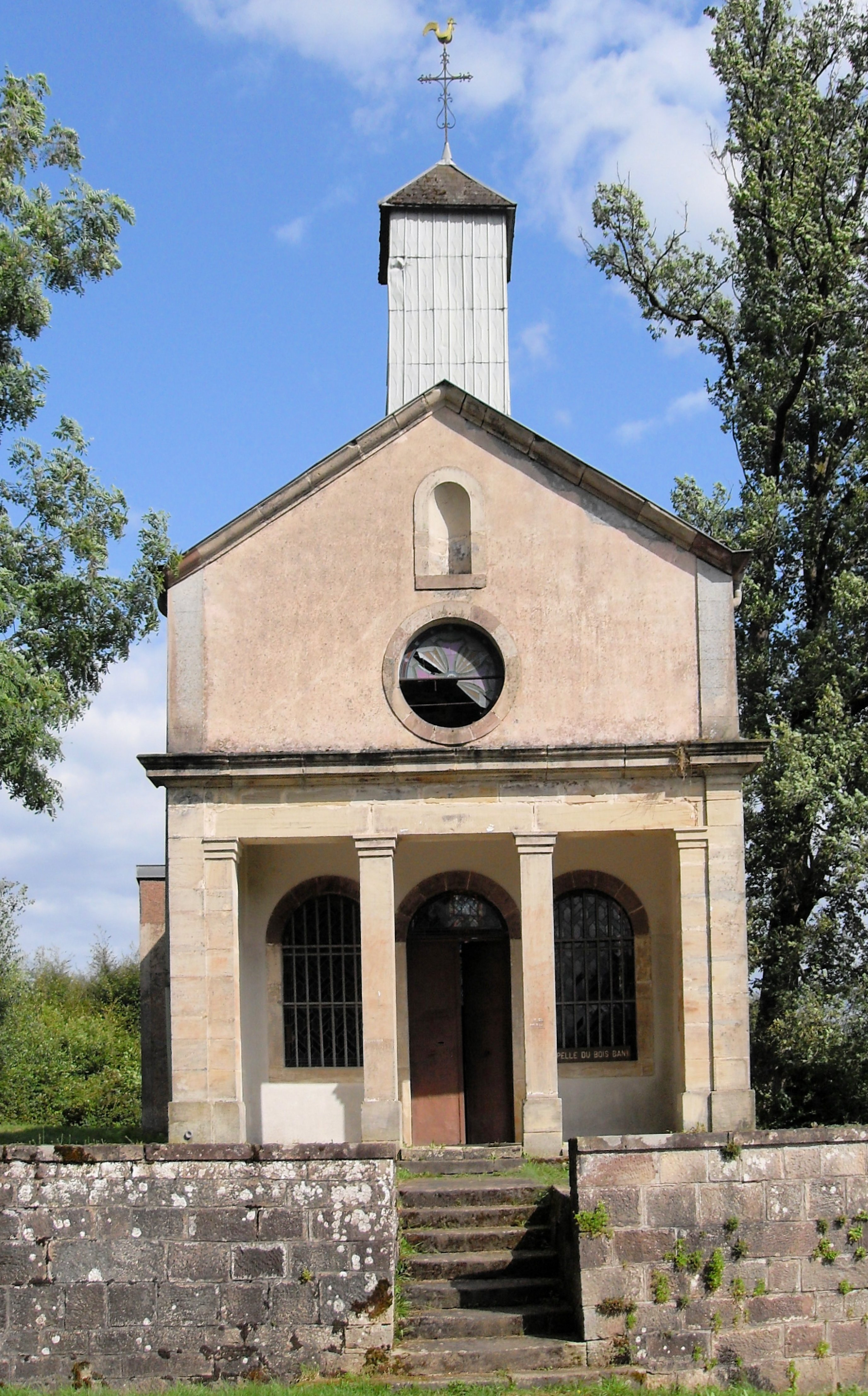
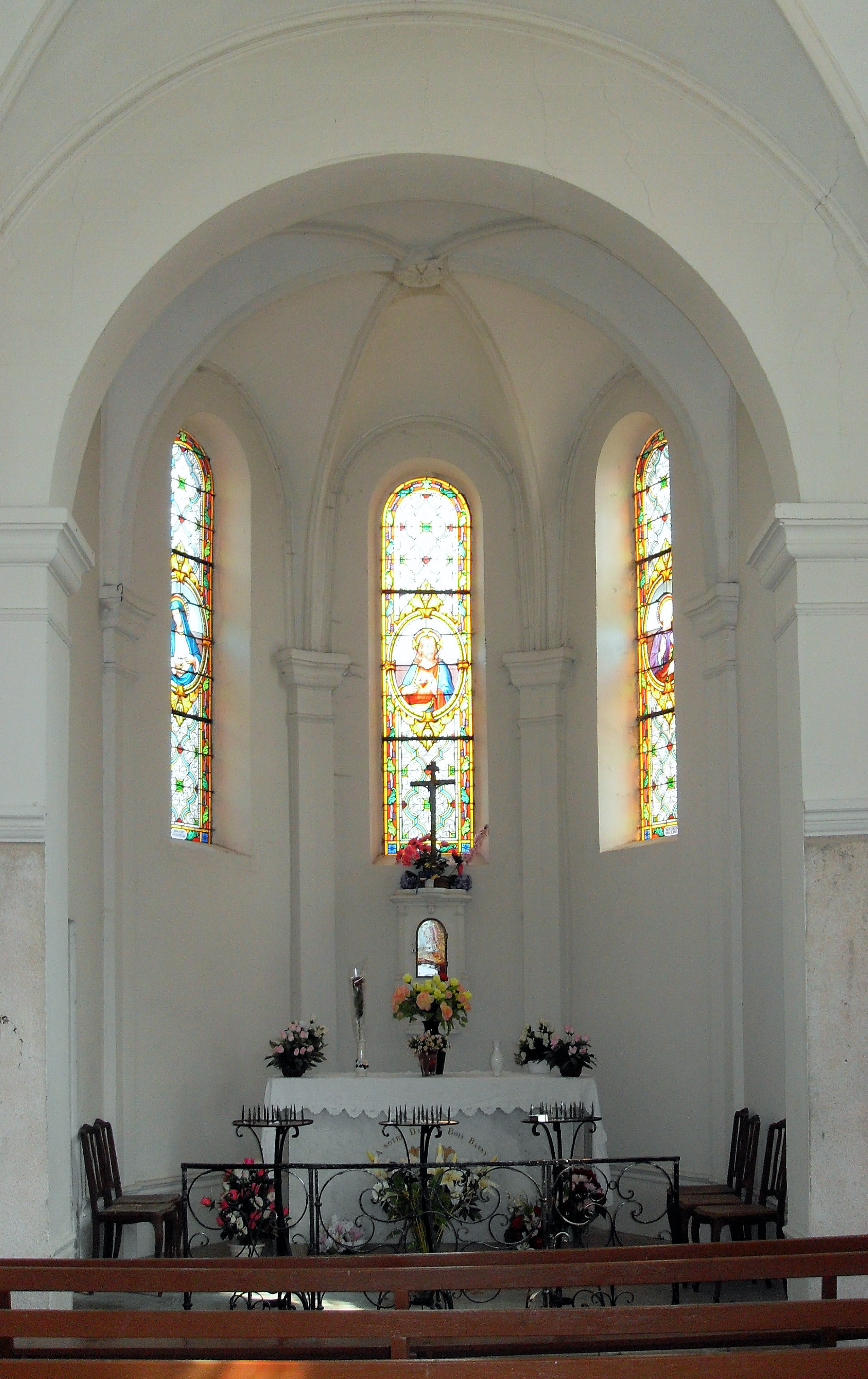

- gesamtes Altstadt-Ensemble
- Burgruine
- Kirche Saint-Mansuy, an jedem 15. August endet hier eine Marienprozession
- Stickereimuseum (musée de la broderie)
- Statue des Dichters Nicolas-Joseph-Laurent Gilbert
- Bild der ersten französischen Abiturientin Julie-Victoire Daubié an einer Häuserwand
- Marina
- Kapelle Bois Banny im Ortsteil La Vierge

Kirche Saint-Mansuy in Fontenoy-le-Château
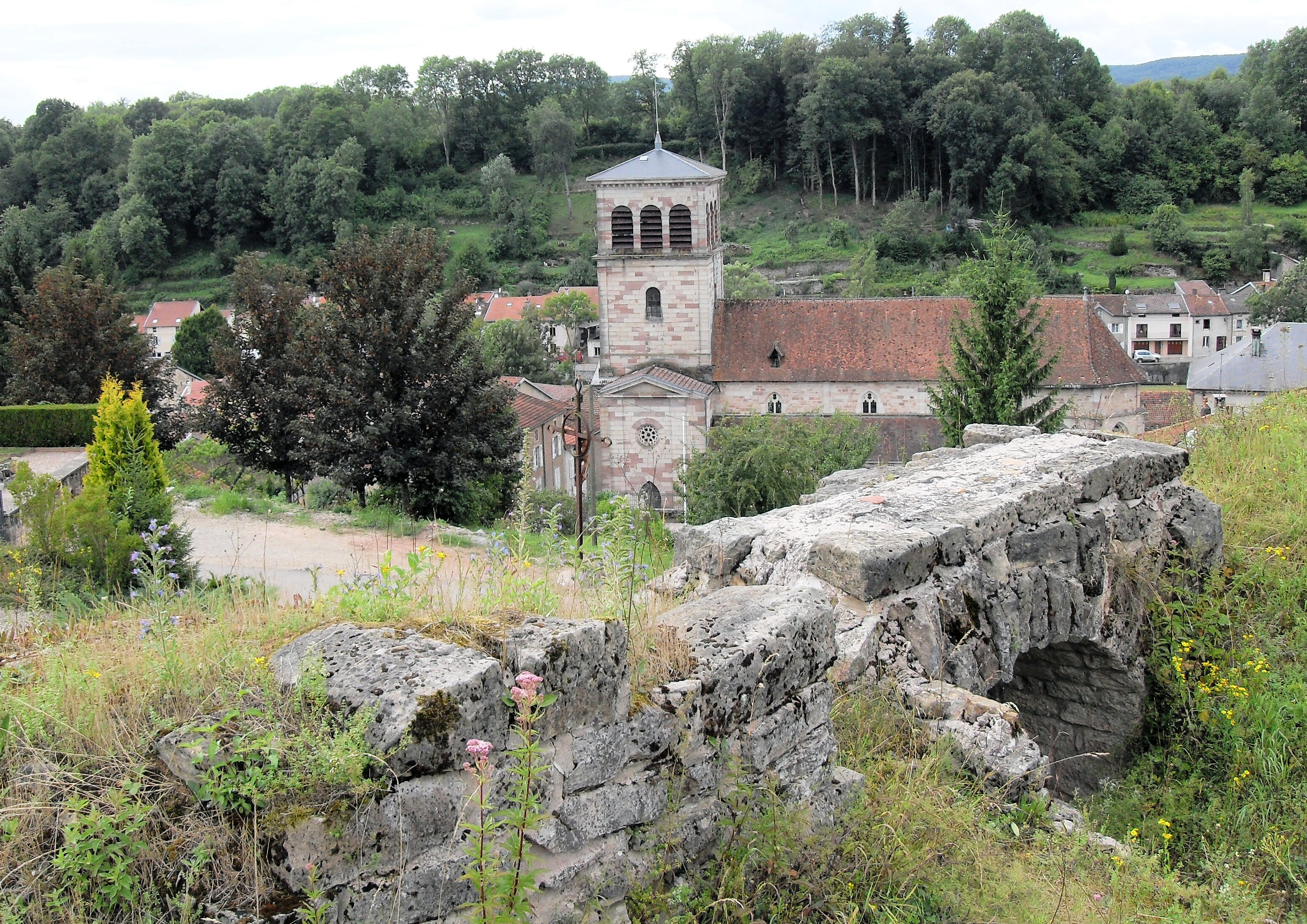
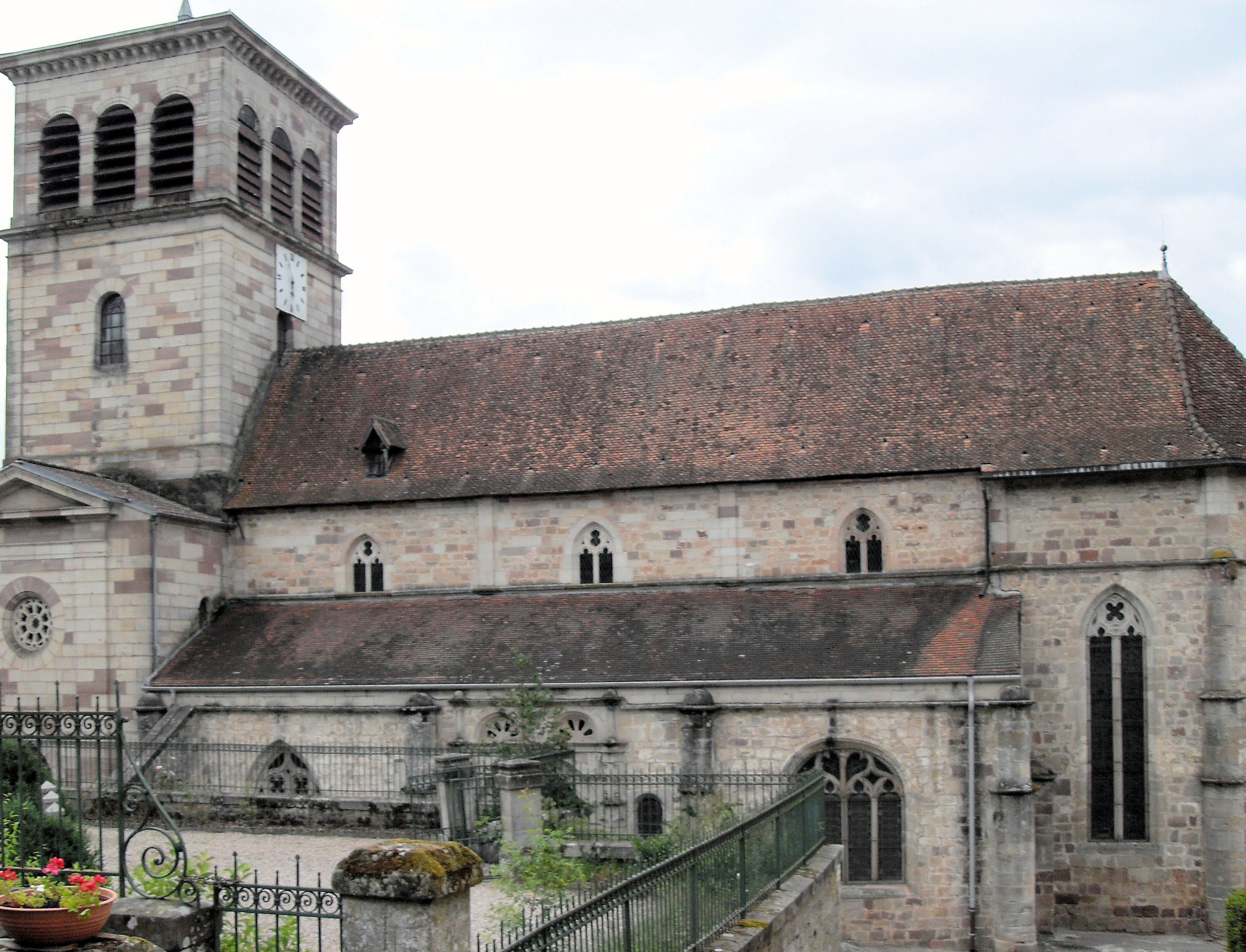

- Kapelle Bois Banny im Ortsteil La Vierge

## Persönlichkeiten
- Nicolas Gilbert (geboren 1750 in Fontenoy-le-Château; gestorben 1780 in Paris), Dichter
- Julie-Victoire Daubié (geboren 1824 in Bains-les-Bains; gestorben 26. August 1874 in Fontenoy-le-Château), Journalistin, erste französische Abiturientin 1861 in Lyon[3]
- Abbé Constant Olivier (geboren 1862 in Fontenoy-le-Château; gestorben 1919 in Fès, Marokko), Historiker
- André Henry (geboren 1934 in Fontenoy-le-Château), Lehrer, Gewerkschaftsfunktionär und Politiker

## Belege
1. ↑  Arrêté du 26 décembre 2012 portant création de la commune nouvelle de Fontenoy-le-Château. Département Vosges, 29. Januar 2013, abgerufen am 2. April 2025 (französisch).
2. ↑  Compte rendu de la séance du conseil municipal du lundi 7 janvier 2013. (PDF) Gemeinde Fontenoy-le-Château, 7. Januar 2013, abgerufen am 2. April 2025 (französisch).
3. ↑  Yannick Ripa: Femmes d'exception – les raisons de l'oubli. Éditions Le Chevalier Bleu, Paris 2018, ISBN 979-1-03180273-2, S. 103–111.